# Stazione di Bush Hill Park
La stazione di Bush Hill Park è una stazione situata nel borgo londinese di Enfield. È servita ogni ora da due treni suburbani transitanti sulla diramazione Enfield delle ferrovie della Valle del Lea.